# Guardameta
En muchos deportes de equipo, un guardameta, portero o arquero es un jugador designado que se encarga de hacer paradas, es decir de evitar que el equipo rival marque un gol defendiendo la portería o arco. Tal posición existe, por ejemplo, en fútbol asociación, fútbol gaélico, fútbol de reglas internacionales, balonmano, hockey, netball, waterpolo, lacrosse y floorball. A nivel profesional, un guardameta se asocia a la persona que es encargada de mantener en buen estado la línea de salida y la de final en una carrera ya bien sea de atletismo, automovilismo, etc.

## Ejemplos

### Balonmano

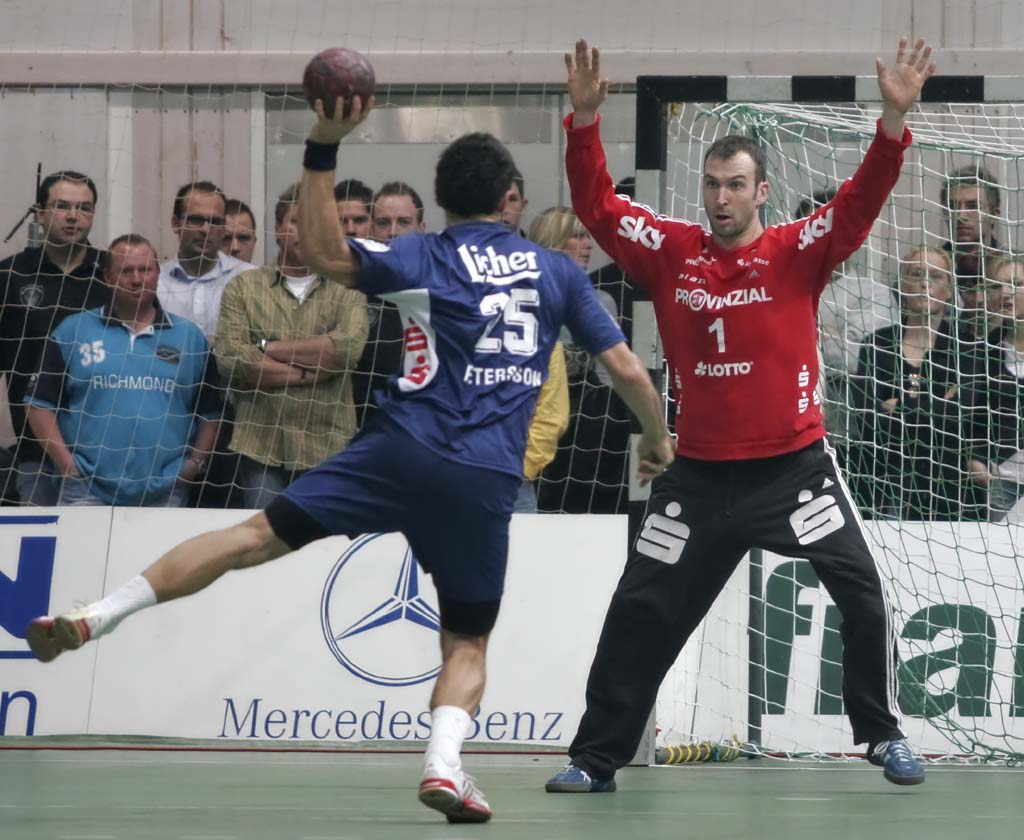
El guardameta de balonmano (en rojo) se dispone a tapar un disparo de penal.

El guardameta de balonmano es el único jugador que, dentro del área de 6 metros, puede dar los pasos que quiera con la pelota en las manos, sin necesidad de hacerla botar. También es el único que puede tocar la pelota con sus piernas, aunque solo para parar los tiros. No puede patearla ni dar pases con ellas. Fuera de dicho área debe comportarse como cualquier otro jugador del campo. Usualmente llevan protección en la entrepierna y pantalones largos. También pueden llevar protecciones en los testículos.

## Bandy

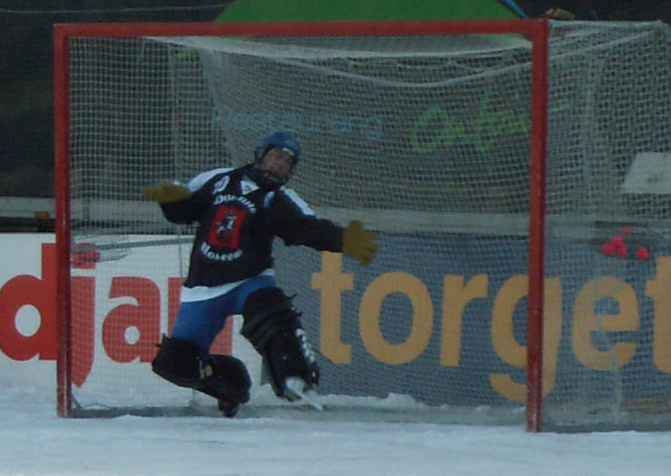
El portero Kirill Khvalko, del Dinamo de Moscú, intenta una parada en un partido de bandy.

En el bandy, el guardameta defiende la portería de su equipo y tiene privilegios específicos dentro del juego, que se regulan en la sección 6 de las Reglas de Juego del Bandy establecidas por la Federación Internacional de Bandy. La principal labor del guardameta es impedir cualquier penetración del balón en la portería. El portero puede retener el balón durante seis segundos antes de soltarlo. Puede dejárselo a un defensa o lanzarlo directamente al ataque.
Si el balón traspasa la línea de meta, se producen diferentes acciones: si un defensor toca el balón por última vez, la reacción es un gol en propia meta si el balón pasa entre los postes; si pasa fuera de los postes, la reacción es un saque de esquina. Si la toca por última vez el stick de un atacante y pasa entre los postes, la reacción es un gol en propia meta o un gol anulado (fuera de juego o infracción del equipo atacante). Si la pelota pasa de un atacante sobre la línea de meta fuera de los postes, el guardameta podrá recuperar una nueva pelota de una jaula colgada a ambos lados de la meta y poner la nueva pelota en juego sin señal de los árbitros.
El guardameta es el único jugador que puede utilizar las manos para jugar el balón (aunque sólo dentro de su propia área penal). De acuerdo con la Regla 6.1, el guardameta deberá vestir una camiseta de un color diferente al de la camiseta de cualquiera de los dos equipos para evitar confusiones al árbitro. Los guardametas llevan guantes acolchados para ayudar a atrapar el balón, espinilleras grandes, un jersey acolchado y un casco con máscara.
El portero es el único jugador del equipo que puede pasar el balón a un compañero ayudándose de sus patines. El equipo puede tener un portero suplente, y ambos pueden intercambiarse en cualquier momento del partido, sin necesidad de avisar al árbitro. En el bandy no hay tiempo muerto, pero a veces se hace una excepción cuando el portero está lesionado, especialmente si no tienen un portero suplente designado.
Como el portero suele ser el único jugador del equipo que puede ver todo el campo, a menudo actúa como organizador del equipo cuando éste se defiende, especialmente en los golpes francos en su contra.

## Floorball

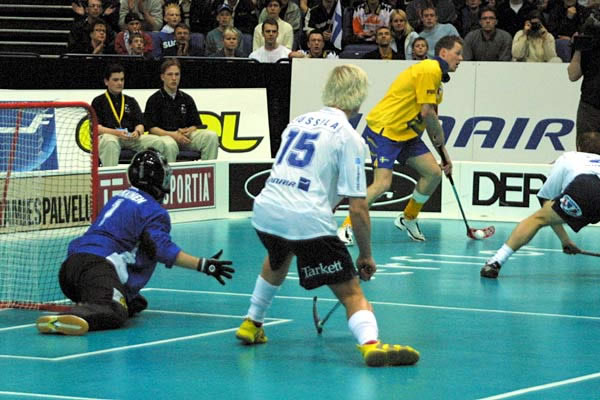
Intervención del portero en un partido de floorball entre selecciones nacionales de Suecia (amarillo) y Finlandia (blanco).

En el floorball, el portero defiende la portería de su equipo y tiene reglas específicas que seguir dentro del juego. El portero es el único jugador que puede utilizar las manos para jugar la pelota. Los porteros no tienen palos, y se mueven en el pliegue de la portería de rodillas, intentando salvar los tiros a puerta. Cuando el portero tiene la posesión del balón, dispone de 3 segundos para lanzarlo de nuevo al juego. El guardameta no puede controlar el balón fuera de su pliegue, excepto cuando lo patea. Los porteros son una parte esencial del inicio de las jugadas, ya que pueden lanzar el balón para una rápida oportunidad ofensiva. Al lanzar, el balón tiene que tocar primero el propio lado del portero antes de cruzar la línea central. Los porteros también son importantes para organizar los partidos de su equipo, ya que ven mejor todo el campo. Cualquier contacto contra el portero (golpe, interferencia, etc.) dará lugar a un tiro libre o a una penalización de 2 minutos. Al igual que en el hockey sobre hielo, el portero puede ser sustituido por un atacante adicional, si se produce un retraso en el lanzamiento de un penalti o si su equipo necesita un gol para empatar el partido en los instantes finales del encuentro. Los porteros pueden marcar goles, aunque no es el caso en algunas ligas. En los partidos de floorball se suelen marcar más goles que, por ejemplo, en el hockey sobre hielo, debido al ritmo extremadamente rápido del juego y a la rapidez de los disparos.
El único equipamiento obligatorio para los porteros son las máscaras, las camisetas de portero, los pantalones de portero y los zapatos. La mayoría de los porteros llevan guantes. También pueden llevar opcionalmente otros equipos de protección, como rodilleras, coderas, espinilleras, calcetines y torso blindado.

### Fútbol

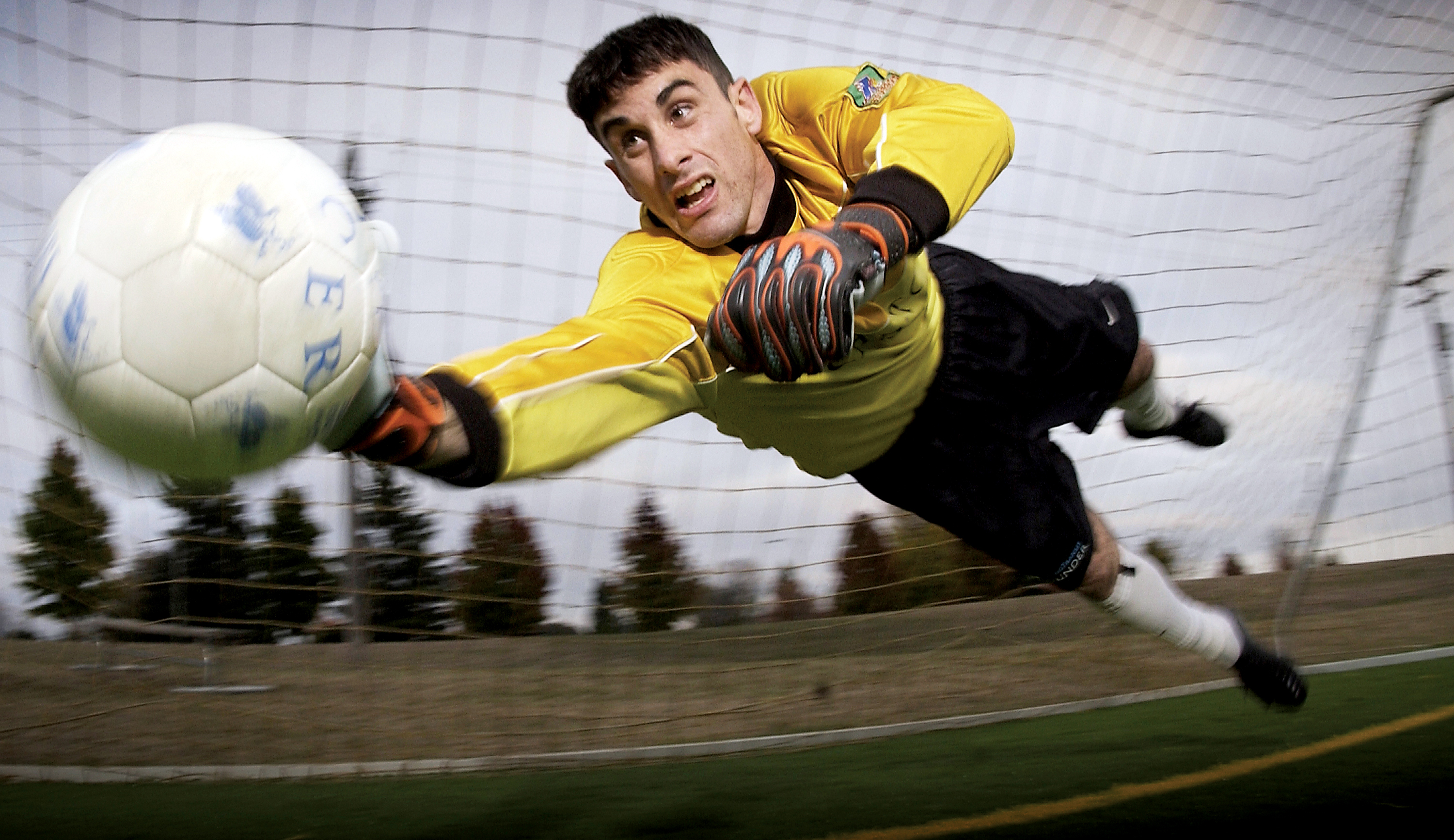
Un portero intentando atrapar un balón en un partido de fútbol.

En fútbol el guardameta de cada equipo defiende su portería y tiene privilegios especiales dentro del juego. Es el único jugador que puede usar sus manos y brazos (aunque solo dentro del área de penal) para hacer paradas, bloqueando o rechazado el balón. Llevan guantes antideslizantes para ayudarles a atrapar la pelota y reducir los golpes de la pelota con sus palmas, además de un uniforme con colores distintos al del resto de sus compañeros.
Al guardameta se le permite atrapar el balón, así como golpearlo o desviarlo lejos de la portería. Por lo general, el guardameta tiene una ventaja significativa en un balón en el aire al levantar los brazos y jugar el balón antes de que un atacante pueda intentar cabecearlo. Cuando el guardameta recoge el balón, puede patearlo o lanzarlo, o colocarlo en el suelo y jugarlo con los pies. Las Reglas de Juego oficiales estipulan que una vez el guardameta debe redistribuir el balón en los seis segundos siguientes a su recogida; sin embargo, los árbitros suelen hacer uso de su discreción siempre que el guardameta no intente perder tiempo de manera evidente. Una vez que el guardameta establece la posesión del balón, los jugadores contrarios no pueden intentar jugarlo y deben dejar espacio al guardameta para que intente golpear con el pie. Los árbitros suelen dar ventaja al guardameta desprotegido si el balón está en el aire y tanto el guardameta como un jugador de campo del equipo contrario se disputan el balón.
La muerte de Jimmy Thorpe, guardameta del Sunderland A.F.C., determinó el desarrollo de la regla por la que ya no se permitía a los jugadores levantar el pie a un portero con el control del balón en los brazos. A pesar de ganar la liga esa temporada, la temporada del Sunderland estuvo marcada por la tragedia después de que el joven guardameta muriera a consecuencia de una patada en la cabeza y el pecho tras haber recogido el balón después de un pase hacia atrás en un partido contra el Chelsea en Roker Park. Siguió participando hasta que terminó el partido, pero después se desmayó en casa y murió en el hospital cuatro días más tarde y padecía diabetes mellitus e insuficiencia cardiaca "aceleradas por el empleo rudo del equipo contrario".
Aunque, por lo general, el guardameta puede utilizar las manos en el área de penalti, no puede usarlas en balones que le hayan sido pateados intencionadamente por un compañero (no tiene por qué ser necesariamente un pase hacia atrás). En tales situaciones, el guardameta puede jugar el balón con los pies, pero no puede atraparlo con las manos. Esta regla se aplica únicamente a los balones pateados. Un balón cabeceado o no pateado puede ser recogido por el guardameta sin penalización. La infracción de esta regla dará lugar a un tiro indirecto a favor del equipo adversario. El árbitro goza de cierta discreción para decidir al respecto. Por ejemplo, un balón desviado por un compañero puede ser recogido por el guardameta. La regla del "pase atrás" se aplica en el fútbol internacional y en la mayoría de las ligas profesionales y de aficionados desde principios de los años 1990, pero las ligas para jugadores más jóvenes pueden optar por no aplicar esta regla. La regla del pase hacia atrás figura en la Regla 12 de las Reglas de Juego.

### Fútbol sala

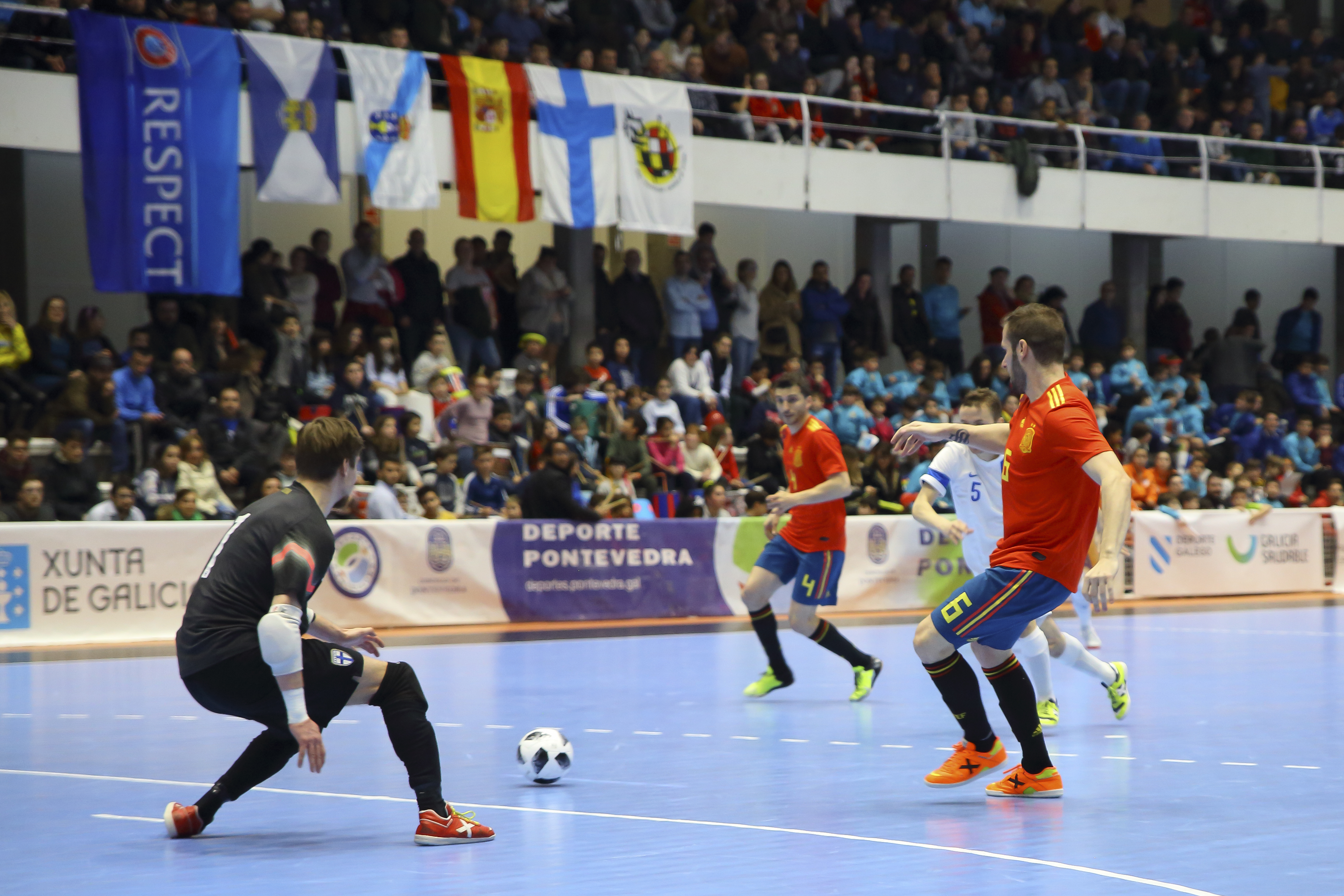
Intervención del portero en un partido internacional de fútbol sala.

La función del guardameta en el fútbol sala se asemeja esencialmente a la que desempeña el guardameta de fútbol 11, aun así hay bastantes diferencias debido a las exigencias del juego. Un guardameta de fútbol sala interviene en numerosas ocasiones, y ante la escasa distancia que lo separa de los atacantes rivales, requiere priorizar los reflejos y la agilidad por sobre otras cualidades. A diferencia del fútbol, no es imprescindible un control absoluto del juego aéreo, pues el balón suele circular raso. Las protecciones que se suelen llevar son rodilleras y coderas acolchadas, pero no guantes, lo que se compensa con un vendaje en los dedos para evitar lesiones.

### Hockey

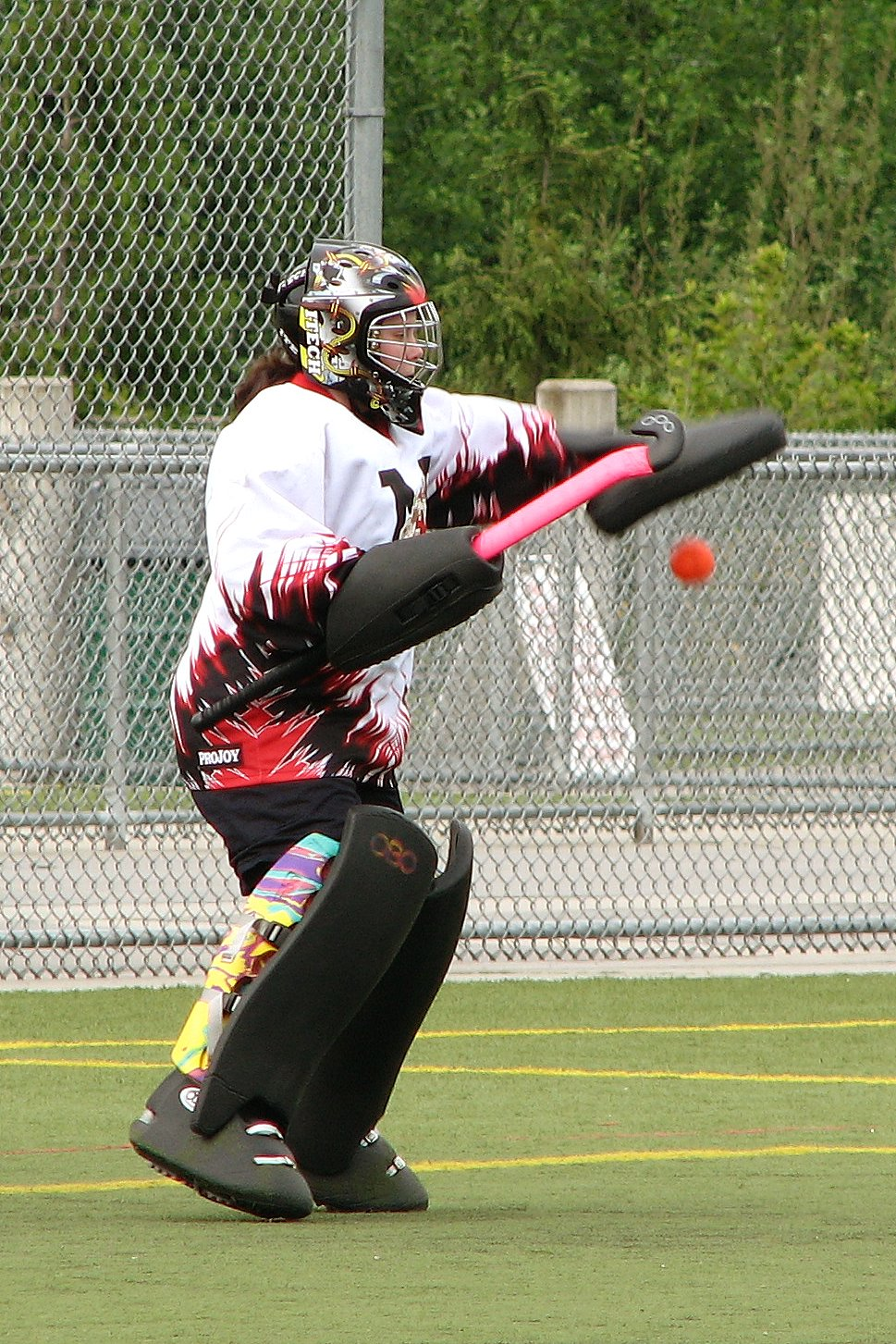
Una guardameta de hockey sobre hierba con su correspondiente equipamiento.

En hockey, el guardameta generalmente usa un equipo protector que incluye casco, máscara y protectores para el cuello, pecho, piernas, pies y guantes; aunque solo es obligatorio el uso del casco. Los guardametas de hockey también están equipados con un bastón, que puede ser normal o específico para estos jugadores. Está habilitado a usar cualquier parte de su cuerpo para detener la bola, aunque no puede obstruir su jugada (por ejemplo tirándose sobre ella), y solo puede hacerlo dentro del círculo de gol.
En 2007 se cambiaron muchas reglas que se referían a los guardametas. Este jugador no puede cruzar la línea de los 30 metros, aunque si solo elige utilizar el casco (y por ende una camiseta distinta a la de sus compañeros) puede quitárselo, dejándolo con cuidado fuera del campo, y participar en los ataques en el área rival. Si surge un contraataque y no tiene tiempo de volver a ponérselo, el jugador sigue teniendo libertades de guardameta. De todos modos, el casco es obligatorio en jugadas de pelota parada como el tiro de penal o los tiros de esquina.
También es posible desde este año, jugar con todos los once jugadores de campo (esto es, sin guardameta). Cualquier jugador o jugadora puede usar el equipamiento de guardameta, pero ninguno podrá tocar la bola con otra cosa que no sea su bastón. Esto permite una ventaja táctica o simplemente que el juego pueda comenzar aunque no haya un equipamiento disponible.

#### Hockey sobre hielo
En hockey sobre hielo, el guardameta (goaltender) es responsable de evitar que el disco de hockey entre en su red de la portería. El portero juega cerca de la red en el área de la pista de hockey conocido como goal crease. Un equipo necesita entre dos y tres porteros en su plantel. El portero tiene prohibido ser capitán en el hielo.
El portero usa equipamiento especial que no es usado por los otros jugadores del equipo; una ventaja por este posición es la habilidad para bloquear tiros del otro equipo con cada parte del cuerpo. Si un jugador de campo choca al portero sin intentar salir de su camino, una penalización de interferencia del portero es emitida contra el ofensor. Sin embargo, un portero no va al área de castigo si recibe una penalización menor; otro jugador del mismo equipo cumple la penalización en su lugar. Un portero que tiene una penalización de mala conducta o una penalización del partido es expulsado del partido y reemplazado por otro portero. Cuando un portero permite demasiados goles, es posible para el equipo para cambiar el portero por el resto del partido.
Un equipo no tiene requerido usar un portero, especialmente en los minutos finales del tercer período (cuando un atacante extra entra el hielo en su lugar) cuando el equipo está perdiendo por uno o dos goles y tiene control del disco. En este situación, el otro equipo puede intentar hacer un gol en la portería vacante. La NHL ordena a todos sus equipos usar el portero por toda la duración de un período extra; si un equipo anota un gol de portería vacante en un período extra, el otro equipo es acusado de una pérdida de regulación y recibe una penalización de un punto en la tabla de posiciones.
Hubo 15 goles que fueron marcados por los porteros de la NHL. El primer gol de un portero en la liga fue un gol de Billy Smith de los New York Islanders en 1979; el portero más reciente para marcar un gol fue Pekka Rinne de los Nashville Predators contra los Chicago Blackhawks en el 8 de enero de 2020.
Desde la temporada 2015–16 de la NHL, un total de 5 guardametas deben estar disponibles para cada partido; una de las personas debe funcionar como un portero de emergencia. En años recientes, hubo tres ocasiones en las que un portero de emergencia tuvo que entrar un partido:
- Jorge Alves (Carolina Hurricanes) contra el Tampa Bay Lightning – 31 de diciembre de 2016[4]
- Scott Foster (Chicago Blackhawks) contra los Winnipeg Jets – 29 de marzo de 2018[5]
- David Ayres (Carolina Hurricanes) contra los Toronto Maple Leafs – 22 de febrero de 2020[6]

### Fútbol gaélico, hurling y camogie
Estos tres deportes de origen irlandés son muy parecidos entre sí y también lo son las funciones de sus guardametas. Además de defender directamente sus porterías, se diferencian en pocos puntos. En el fútbol gaélico y en hurling el guardameta es el único jugador capaz de jugar el balón en el suelo, pero solo dentro del rectángulo pequeño. También dentro de este rectángulo, los guardametas no pueden ser tocados físicamente, aunque los oponentes pueden tratar de desviar o trabar un pase a los jugadores de campo.
En camogie, la versión femenina del hurling, la guardameta usa el mismo uniforme que el resto de sus compañeras, y además puede marcar un gol con la mano, cosa que no es permitida en el juego para hombres.

### Lacrosse

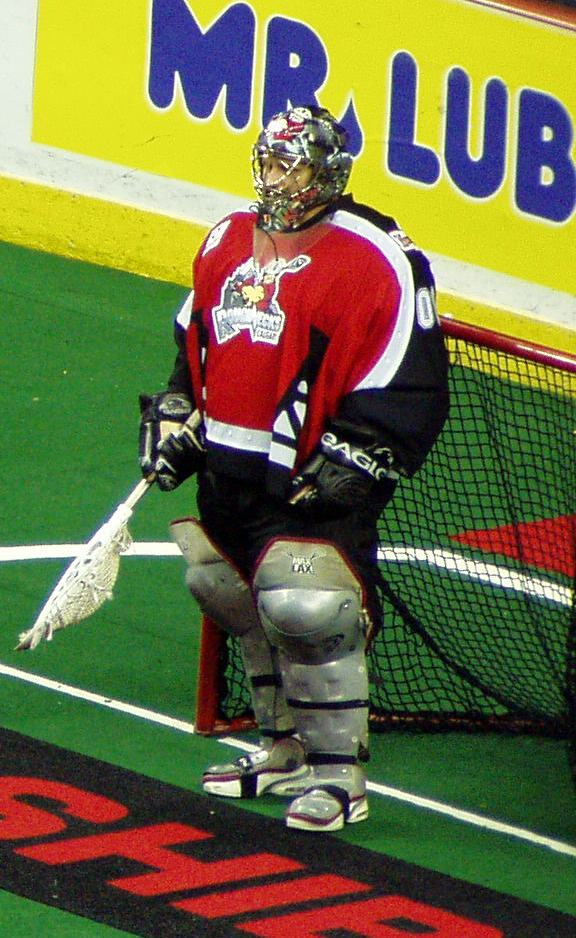
Guardameta de lacrosse.

En lacrosse masculino, una vez que el guardameta hace una partada y tiene el control de la bola en su crosse (el bastón), solo puede permanecer con ella por cuatro segundos (aunque la duración puede variar según el nivel de juego). Antes de que dichos cuatro segundos pasen, el guardameta debe o pasar la bola o dejar el área. Luego de dejarla, el guardameta no puede reingresar a ella con la bola en su poder. Dentro de esta área (conocida como crease), los jugadores rivales no pueden hacer contacto con el guardameta o su bastón. Hacerlo se declara como "interferencia con el guardameta" y se penaliza con un tiro libre desde la mitad del campo. Además, al guardameta se le es permitido hacer contacto con la bola y sus manos, aunque no puede controlarla y levantarla.
En el lacrosse femenino, la guardameta puede mantener la bola en su poder durante 10 segundos. La regla de la interferencia es similar a la del lacrosse para hombres, salvo que en este caso, la guardameta puede tomar o levantar la bola con sus manos.
Los guardametas tanto hombres como mujeres deben llevar un casco y protector de mentón, cuello, pecho y guantes. Opcionalmente también suelen llevar protección en codos, rodillas, muslos, entrepiernas, etc.

### Netball
Un guardameta de netball es uno de los dos jugadores a los que se le permite permanecer dentro del tercio defensivo del campo.

### Waterpolo

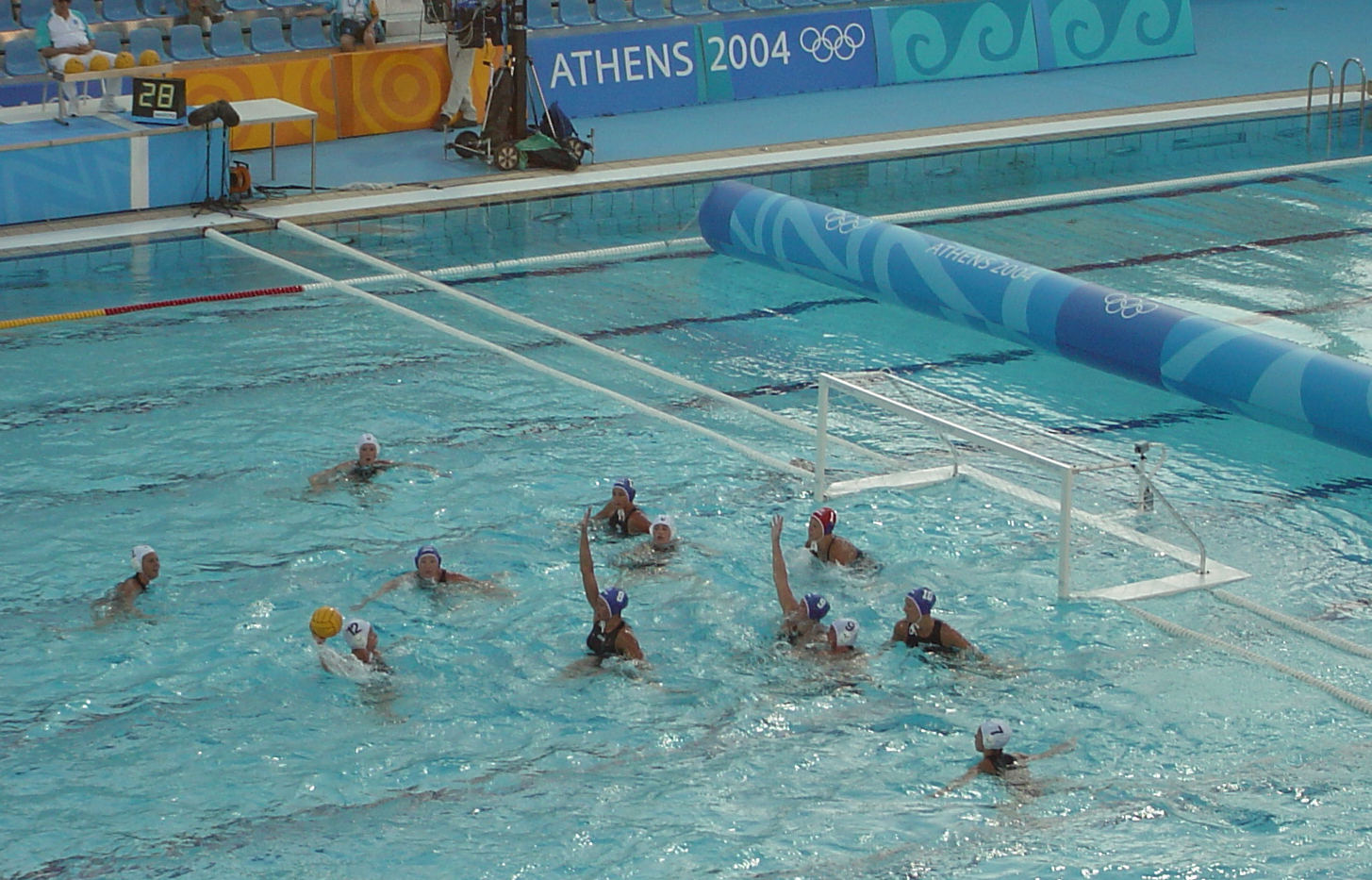
La guardameta, con gorro rojo y negro, en su puesto defendiendo la portería del equipo con gorros azules ante el equipo atacante, con gorros blancos, en un partido de las Olimpiadas de 2004.

A los guardametas de waterpolo se les concede tres privilegios especiales dentro del área de cinco metros:
- La posibilidad de tocar la pelota con las dos manos.
- La posibilidad de tocar al suelo de la piscina.
- La posibilidad de golpear la pelota con el puño.

Sin embargo, tienen una limitación que no tienen el resto de los jugadores: no pueden cruzar la línea de mitad de campo.
En 2006, se cambiaron algunas reglas, en la que las líneas de cuatro y siete metros se unieron en una de cinco. Ahora el guardameta puede cruzar la línea de cinco metros, aunque sin los privilegios de usar las dos manos o tocar el fondo.
Por otro lado, nuevas reglas se han aplicado a los gorros de los guardametas. Debe ser negra y roja para cuando juega de local y blanca y roja para visitante y debe llevar el dorsal 1, 1a o 1b.